# Jan Hanuš
Jan Hanuš (Chlumec nad Cidlinou, 28 aprile 1988) è un calciatore ceco, portiere dello Jablonec.

## Carriera

### Club
Nel 2009 entra nella prima squadra dello Slavia Praga. Gioca solo 4 partite di campionato prima di essere ceduto in prestito nel gennaio del 2010 al Hlučín, squadra di seconda divisione nella quale gioca 7 incontri. Ritornato a Praga in estate, viene nuovamente ceduto in prestito, questa volta all'Hradec Králové. Con i bianconeri, che militano in 1. liga disputa cinque sfide in campionato prima di ritornare, nel gennaio del 2011, nella capitale ceca.

### Nazionale
Esordisce con l'Under-21 il 3 marzo 2010 nella partita contro la Finlandia (1-0).
Ha partecipato agli Europei Under-21 del 2011.